# Christopher Maire
Christopher Maire (6 marzo 1697 – Gand, 22 febbraio 1767) è stato un teologo e gesuita britannico.

## Biografia
Figlio di Christopher Maire, nacque il 6 marzo 1697 e studiò materie umanistiche nel collegio inglese dei gesuiti al St. Omer. Egli entrò nella Società di Gesù il 7 settembre 1715 e professò quattro voti il 2 febbraio 1733. Dopo aver diretto un corso di studi al Saint Omer e aver spiegato filosofia e teologia a Liège, divenne rettore del Collegio inglese a Roma nell'autunno del 1744 e proseguì l'incarico fino al 1750. Ritornò al Saint Omer nel marzo 1757; morì a Gand il 22 febbraio 1767.

## Opere

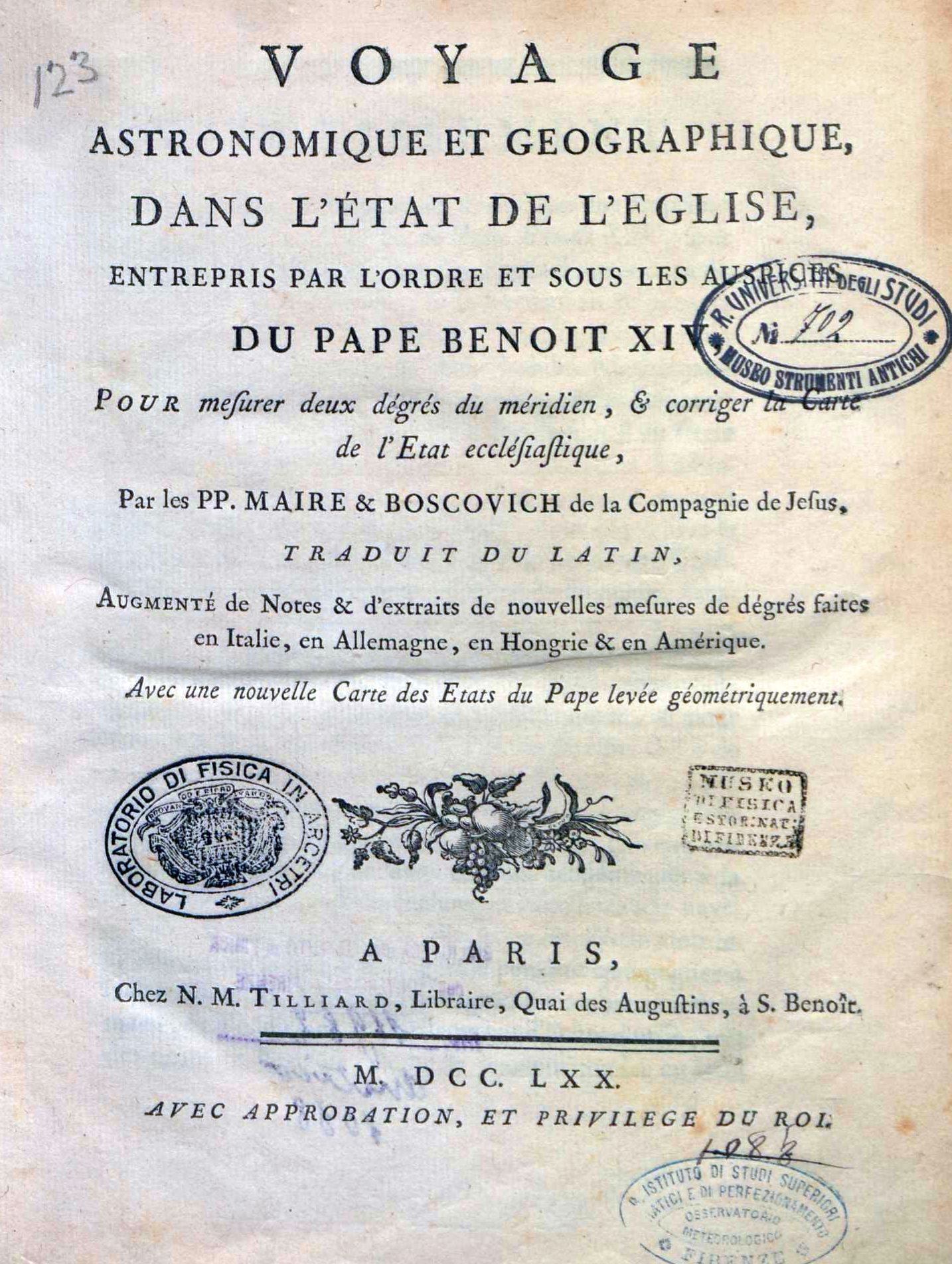
De litteraria expeditione per pontificiam ditionem ad dimetiendos duos meridiani gradus et corrigendam mappam geographicam, 1770

- Tractatus Theologicus de Sanctissima Trinitate
- Observationes Cometæ ineunte anno MDCCXLIV in Collegio Anglicano Romæ habitæ, et cum theoria Newtoniana comparatæ
- Observationes Astronomicæ Leodii, Audomarapoli, et Romæ habitæ ab anno 1727 ad 1743
- Continuatio Observationum Astronomicarum P. C. Maire … quas Romæ habuit annis 1743 et 1744
- Table of Longitudes and Latitudes for the principal Towns of the World
- Defectus Solis observatus die 25 Julii in Collegio Anglicano
- Observatio partialis Eclipsis Lunæ die 25 Decembris 1749 in Collegio Anglicano
- Observations made at Rome of the Eclipse of the Moon, Dec. 23, 1749, and of that of the Sun, Jan. 8, 1750
- Osservazioni dell' ultimo passagio di Mercurio fatte in Roma
- De litteraria Expeditione per Pontificiam Ditionem ad dimetiendos duos Meridiani Gradus et corrigendam Mappam geographicam, jussu et auspiciis Benedicti XIV Pont. Max. suscepta a Patribus Societatis Jesu Christophoro Maire et Rogerio Josepho Boscovich
- (LA) De litteraria expeditione per pontificiam ditionem ad dimetiendos duos meridiani gradus et corrigendam mappam geographicam, Paris, Nicolas Martin Tilliard, 1770.
- Nuova Carta Geographica dello Stato Ecclesiastico